# ロンドンハーツ
『ロンドンハーツ』（LONDON HEARTS）は、テレビ朝日系列で1999年4月18日から放送されているバラエティ番組である。通称は「ロンハー」。

## 概要・沿革
特に断りがなければ、視聴率はいずれもビデオリサーチ調べ、関東地区・世帯。
お笑いコンビ・ロンドンブーツ1号2号の冠番組であったが、2025年6月24日放送分にて解散を発表した。なお、解散後も当番組はタイトルの変更および放送終了はせず、淳と亮も出演は継続する。

### イナズマ!ロンドンハーツ
- 1999年4月18日、『イナズマ!ロンドンハーツ』（ラテ欄は字数の都合上『稲妻!ロンドンハーツ』）として日曜日19:56 - 20:54にスタート。当時の略称は、現在の「ロンハー」より「稲妻」を用いることが多かった。「彼氏のためにやるキッス」「ザ・スティンガー」のような素人が出演する恋愛系企画を中心に放送。
- 前説は、ブレイク前の品川庄司が担当していた。
- テレビ朝日系列で『ロンハー』の第1期途中まで放送された『ぷらちなロンドンブーツ』の兄弟番組でもあった。

### ロンドンハーツ（第1期）
- 長年に渡り系列局の朝日放送（当時）が制作していた火曜21時枠と、『西部警察』などの人気番組を生んだ日曜20時枠との制作枠交換によって、2001年10月23日に火曜21時枠に移動すると同時に『ロンドンハーツ』へ改題。
- 火曜日に移動して間もない初期では、芸能人や一般の人の恋愛を応援したり悩みや不満を解決するといった内容で、特に「ブラックメール」は名物企画であった。
- 2004年以降は格付けし合う女たちが2004年8月31日放送回で18.3パーセントという高視聴率を記録するなど人気企画に成長。梨花、飯島愛、杉田かおる、青田典子など強烈な個性を持った女性タレントをブレイクさせた。その一方で以前の素人参加企画や恋愛にクローズアップした企画は減少し、ドッキリや芸人のキャラクターにスポットを当てるような企画が中心になっていく。その後「格付け」企画は男性バージョンや芸人バージョンも登場するようになる。
- 以前は「恋愛バラエティー」と称されていたが、このような経緯もありこのころには現在の内容にも通ずる「芸人や女性芸能人の素顔を暴く」企画がメインとなっていた。ただし、初期からの構成作家や演出家などが2025年現在でも制作へ関わっていることもあり、ドッキリなどの基本的なコンセプトは維持されている。
- スペシャルにおいては青木さやかの写真集やパリコレ（ほぼコレ）デビュー、バブル青田や狩野英孝（50TA）のCDデビュープロデュースなど数千万円単位を費やす大型企画が多く展開され、2024年現在でも継続されている。
- 現在までに記録した最高視聴率は、2004年10月12日放送の3時間スペシャルでの22.1パーセント[注 2]。この他、2005年4月12日放送の「青木さやか写真集 東京〜沖縄密着80日間 アレ見せんのかよスペシャル」でも21.9パーセントを記録した。
- ハイビジョン制作となったのは2007年3月13日放送分からで、テレビ朝日のゴールデンタイムの番組では最後発。同年6月19日放送分からは字幕放送が試験的に何度か行われ、同年12月25日の3時間スペシャルからは正式に毎週行われている。
- 2009年3月24日の3時間スペシャルでは、放送10周年を祝した総集編を放送。同時にタイトルロゴが変更された。
- 2010年9月21日の3時間スペシャルでは番組DVDの発売に合わせ、狩野をターゲットに「ザ・トライアングル」が復活。以降の通常放送でも、数回ではあるが芸能人を対象に往年の企画が放送された（なお、「ブラックメール」の若手版「マジックメール」は従来から放送されている）。また、2011年9月からYouTubeおよびテレ朝動画にてネット配信がスタートした[注 3]。
- 2011年10月から有吉弘行がレギュラーに昇格した。これは、2011年11月1日放送の『有吉被害者の会』で淳が「有吉はロンドンハーツのレギュラーになったから」と発言したことで初めて発表された。
- 2012年5月1日は『アメトーーク!×ロンドンハーツ姉妹番組一夜限りの初コラボ3時間SP!!』と題し、互いの番組に出演し合う。
- 2013年5月7日には、当番組の名物でもあるドッキリにフィーチャーした『ドッキリハーツ』という特番が放送された。
- 2016年2月21日（日曜）にもドッキリ特番が放送されたが、これは「ロンドンハーツ」としての放送であった。この放送の中で金曜21時への枠移動が発表された。かねてから企画のマンネリ化や裏番組である『マツコの知らない世界』の台頭などによる視聴率の低迷が指摘されていた[2]。

### 金曜★ロンドンハーツ
- 2016年4月8日より14年半放送された火曜21時枠から、金曜21時枠へ枠移動。同時に『金曜★ロンドンハーツ』に改題した[3]。さらに7年ぶりにタイトルロゴが変更された。なお、当時の金曜21時枠であった『世界の村で発見!こんなところに日本人』は2016年4月より、火曜21時枠へ移動したため事実上の枠交換となる。また、金曜21時枠がNET（日本教育テレビ）→テレビ朝日の単独制作となるのは、「NET」時代の1977年1月 - 3月に放送されたドラマ『愛と死の夜間飛行』[注 4]以来39年ぶりとなる。
- 改題・枠移動後初回は19:00 - 23:09に『金曜★ロンドンハーツ&アメトーーーーク!姉妹番組4時間SP!![注 5]』として、2番組合体特番の形で放送（「ロンハー」部分は21:27 - ）。視聴率は13.7パーセント（番組通し）だった。
- 金曜に移動してからは、19時台にアニメ『ドラえもん』と『クレヨンしんちゃん』、20時台に生放送番組である『ミュージックステーション』が存在する関係上、拡大版が火曜時代より減少、先述の『アメトーーク』合体SPが4月8日（19:00 - 23:09）と7月1日（19:00 - 21:48）に放送されているだけであったが、9月16日に20:00 - 21:48枠[注 6]でようやく単独拡大版が放送され、さらに同年12月16日[注 6]・2017年1月13日[注 6]・2月17日[注 6]にも20:00 - 21:48枠で単独拡大版が放送された。また、2017年12月15日には、金曜に移動・改題後初めて3時間SPが19:00 - 21:48枠で放送されており、2018年12月28日には、年末4時間SPが19:00 - 23:10枠で放送された[注 7]。2019年は、後述のネオバラエティ移動まで、全て2時間SPで一度も通常編成での放送が無かった。
- テレビ朝日の金曜21時枠は2006年春に『笑いの金メダル』が日曜20時枠に移行して以降、視聴率の高低差が激しい時間帯であり、裏番組にTBS『中居正広の金曜日のスマたちへ』、日本テレビ『金曜ロードショー』、テレビ東京『所さんの学校では教えてくれないそこんトコロ!』が並んでいた。火曜時代のころの安定した視聴率を取り戻し、これらの裏番組を終了へ追い込むのを狙いとしていたが、前田健が当番組の収録翌日に逝去したことが大きく影響し、視聴率改善に繋がらず3年で撤退した。

### ロンドンハーツ（第2期）
- 2019年1月25日放送の2時間スペシャルの最後に、4月から毎週火曜日の23時20分（ネオバラエティ枠）へ枠移動することが発表された[4]。火曜から金曜への枠移動時と同様に視聴率の低迷が理由とされている。放送枠移動に伴い、タイトルも『ロンドンハーツ』へ復題[5]。火曜日ならびに旧タイトルでの放送は3年ぶりとなる。
- ゴールデン・プライムタイムでスタートした番組がネオバラ枠に移動するのは、2010年4月の『今すぐ使える豆知識 クイズ雑学王』（水曜20:00→月曜ネオバラ）、2014年4月の『ビートたけしのTVタックル』（月曜21:00→月曜ネオバラ。現在は日曜正午枠）に次いで3番組目。また、同時期には土曜22時台の『陸海空 地球征服するなんて』も月曜ネオバラ枠へ移動した。
- 深夜枠移動後も芸人のパーソナリティに着目した企画が中心であることは変わらないが、よりハードな内容となっている[6]。
- 2019年4月23日の放送で20周年を迎え、長寿番組の仲間入りを果たした。
- 2019年5月8日、「AbemaTV開局3周年記念 テレビ朝日&アベマTV ネオバラリレーーー→放送WEEK」の企画として『ロンドンハーツ（AbemaTV開局3周年記念）』がAbemaTVにて配信された[7][8]。
- 2019年6月24日に、一連の反社会的勢力との闇営業問題の影響で亮を含む11人の芸人の謹慎処分が吉本興業から発表された[9]。これを受け、テレビ朝日は「当面の間、田村亮の出演を見合せるつもりです」と発表した。翌25日の放送では亮の出演シーンがカットされたほか、ナショナルスポンサーが全社ACジャパンのCMに差し替えられた[注 8][注 9]。
- 問題発覚後、亮不在での収録分からは姉妹番組の『アメトーーク』同様、アシスタントMCをゲストが週替わりで担当している。
- 2019年10月1日より放送時間が5分繰り上がり、23時15分開始に変更された。
- 2019年12月20日（金曜日）には、ネオバラ枠移動後初となるゴールデン3時間SPが19:00 - 21:48に放送された。金曜日ならびにゴールデンでの放送は約8ヶ月ぶりとなる。以降は姉妹番組の『アメトーーク!』同様に、改編期などを中心に不定期でゴールデンタイムでの特番が放送されている。
- 2021年3月18日、TVerアワード2020で「TVerアワードバラエティ大賞」を受賞[10]。

### ロンドンハーツ（第3期）
- 2022年4月からは『ネオバラエティ』枠が廃止されると共に『スーパーバラバラ大作戦』が新設され、火曜スーパーバラバラ大作戦・第1部での放送となる[11]。それに伴い放送時間が30分に縮小された。

## 出演者

### MC
- 田村淳（ロンドンブーツ1号2号〈2025年6月24日まで〉）

### レギュラー
- 田村亮（ロンドンブーツ1号2号〈2025年6月24日まで〉）
- 有吉弘行
- 山崎弘也（アンタッチャブル）
- 藤本敏史（FUJIWARA）

### 準レギュラー
- 狩野英孝
- 矢作兼（おぎやはぎ）
- 小木博明（おぎやはぎ）
- 尾形貴弘（パンサー）
- ナダル（コロコロチキチキペッパーズ）

## 企画

### 現在行われている企画

#### 格付けしあう〇〇たち（格付けシリーズ）
2004年6月8日開始。今までに100回以上開催しており、現在も不定期で放送されている。100名の一般人を対象にしたアンケートのお題に対し、本番前に全員が出演者10名の順位を1位から10位まで予想。本番では亮が引くボールで選ばれた代表のタレント1名が、自分の予想した出演者ランキングを発表し理由を説明する。まれに代表タレント以外が無作為に代表タレントの順位を振られ、理由を答えることもある。代表タレントの発表後は、100名の一般人によるアンケート結果のランキングを発表される。タレントたちは自分が受けた格付けランクへ時には手放しで喜び、時には罵声を浴びせ（怒りをぶつけ）、時には泣きじゃくり、時には我を忘れて楽しむ。
順位を予想する芸能人と一般人100人のアンケートの双方からワースト1を獲得した場合は「Wパンチ」という称号が得られ、他のタレントが収録中に作った月桂冠風の冠が掲げられていた。
発表者になった場合、一般人アンケートと順位がすべて一致すると賞金100万円（2023年現在は賞金30万円）を獲得できるルールではあるが、達成したゲストは未だ出ていない（全てが一致する確率は1／3,628,800であり、totoの1／1,594,323を越える。出演者もテーマも常に同一でないため、さらに確率は低くなる）。またかつては、発表者になった・ならなかったに拘らずベスト3を的中させていれば賞金10万円を獲得できた。ワースト1位と2位を当てた場合は5万円が贈呈されるが、達成されていても収録の白熱具合によっては放送されない場合もある。発表と実際が逆のランキングになった（発表者が1位だったメンバーが実際は最下位だった、またはその逆）場合、罰金3万円を徴収される。2009年12月1日放送分でスザンヌが杉田を1位にランキングして実際に杉田が最下位だったことで初めて適用された。
格付けしあう女たち
格付けシリーズの開始当初から行われていた基本のコーナーだった。進行役はロンブー。
2009年に韓国のテレビ局QTVが正式に版権を取得して、本コーナーの韓国版『順位を決める女』というトーク番組を制作・放送開始した。番組構成やセットにいたるまで、ほとんど内容は同じ。司会はイ・フィジェ。
2010年3月2日、6月1日放送分で途中から有吉がゲストで登場した。当コーナーで男性ゲストは初となる。
格付けしあう女芸人たち
「格付けし合う女たち」の女芸人バージョン。2006年 - 2010年に8回開催。女性芸人10名が格付けメンバーとなり、進行役はロンブー。メンバーは当初毎回和服を着て出演していたが、後に私服での登場に変更された。
格付けしあう女子アナたち
「格付けし合う女たち」の女子アナバージョン。2007年に2回開催。現役のアナウンサーや元アナウンサーが出演。進行役はロンブー。
格付けしあう男たち
「格付けし合う女たち」の男バージョン。2004年 - 2005年に4回開催。タレントや芸人などが一緒に参加。淳と飯島愛が進行していた。
格付けしあう若手芸人たち
「格付けし合う女たち」の芸人バージョン。2005年 - 2006年に7回開催。男性芸人10名（グループの場合は個々人で人数をカウント、第1回・第2回は亮を含む）が格付けメンバーとなり、淳と飯島（第3回からは亮も）が進行していた。
格付けしあう男たち（新シリーズ）
「格付けしあう若手芸人たち」を2007年にリニューアルしたもので、2007年 - 2008年に3回、2015年に1回開催。コンビ芸人は片方がピンで出演する。アシスタントには続いて飯島が担当していたが、引退によりしばらく前田有紀アナを起用していた。田村裕（麒麟）が出演した回には、後述のドッキリ企画で仕掛け人を務めた酒井瑛里が担当した。
格付けしあう売れっ子たち
2008夏SPで一旦「格付けしあう売れっ子たち」に改名（若手芸人に加えつるの剛士が参加したのが一因）し、2008年 - 2010年現在まで8回開催。ご意見番はスザンヌ。2010年5月11日放送分は西田麻衣が担当した。2011年以降は「格付け」はこのコーナーを放送していたが、2015年には上記の通り「格付けしあう男たち」に戻った。その後は2020年に「格付けしあう売れっ子たち」に再度戻った。

#### スポーツテスト
2006年より年1、2回程度開催。男性部門は2010年より。格付け出演メンバー10-20人程度によるスポーツテスト（短距離走、上体反らし、走り高跳び、リレー、腹筋など）を実施。当初は純粋に個人個人の体力測定（腕立て伏せ、懸垂など）だったが、2009年より競技形式となり、アダルトチーム・ヤングチームに分かれての団体戦としての評価も実施している。その後、淳チームと亮チームに分かれて行われている。また、賞金もかけられており、個人種目優勝は10万円、チーム対抗リレー優勝で25万円、総合優勝で30万円。しかしルール違反や口答えなどをした場合は罰金を支払う。
2010年から行われている男性スポーツテストでは淳が「VSオリエンタルラジオ」でも見せた脅威の鈍足っぷり（通称：巨乳走り、モモ神）を披露しており、最終種目のリレーでは2年連続で「ある程度の差をつけて淳にバトンが渡るもゴール直前で亮に抜かれ敗北」という光景を生み出し、『アメトーーク!』で前述のニックネームが付けられてからは格好のイジり対象となっている。2012年ではチームメイトのリードに助けられ初勝利、2014年は「第4走者の吉村崇（平成ノブシコブシ）が出来る限り走って淳の走る距離を減らす」という半ば反則行為によって勝利を挙げられたが、それ以外ではほぼ全て亮に負けており特に2013年では有吉と山崎から「亮さんと同時にスタートした時点で誰も見てなかった（すなわち「諦めた」）」と言われた。『アメトーーク!』とのコラボスペシャルではヒザ神・村上健志（フルーツポンチ）と淳の運動神経検証が行われた（50m走、走幅り跳びでは村上をも下回る結果に終わった。なお、走幅り跳びに関しては淳は2回飛び1回目より遠く飛ぶという不正が発覚した。村上は一度しか飛んでいない）。2013年末には淳チームと亮チームに分かれて男女混合の水泳大会が行われたが、地元の水泳大会で代表入り経験がある坪倉由幸（我が家）と野呂佳代を有する亮チームが終始優位に展開を運び、最後のリレーでは20秒遅れてスタートのハンデを淳チームが貰うも、最後の淳VS亮で山崎から「後ろに戻ってませんでした?」と言われるほどに淳が大ブレーキとなり惨敗を喫した上、罰金まで徴収された。2015年では個人種目で優秀な成績を残したじゅんいちダビッドソンと祥子を有した淳チームが圧倒的なリードを保ち、アンカーの淳に渡った時点で10メートル以上のハンデがあったがあまりの遅さからあっという間に亮から追いつかれてしまいビデオ判定にもつれ込んだ。結果は淳が文字通りタッチの差で勝利するも、じゅんいちから「あのハンデあってビデオ判定になりますか、普通!?」とツッコまれた。また、淳個人での狩野との水上相撲対決ではほとんど互いの体に触れることなくよろけた末に勝手に淳側から落下する無様な結果となり、罰として収録中は狩野と先輩後輩関係を逆転させられる屈辱を味わった。
2022・2023年度は女性のみ、2024年は男子が3年ぶりに開催された。

#### ビューティフル女芸人奇跡の1枚→奇跡の1枚
2008年6月10日放送開始。常連出演者を中心とした女芸人をプロのメーク・スタイリスト・カメラマンの手により美しく変身させる。進行はロンブー。2008年8月26日に男芸人版「COOL&SEXY芸人 奇跡の1枚」、2008年10月14日のスペシャルでは女芸人の第2弾を放送した。
小杉竜一（ブラックマヨネーズ）が散々な結果になって以降、失敗例を小杉と「ただのコスプレ」との両方の意味をかけて「コスえもん」と呼ぶようになった。現在は藤本敏史（FUJIWARA）がその筆頭（「フジえもん」）となり、失敗作をまとめて「えもんグループ」と呼ぶようになっている（当初藤本は「小杉よりはマシやろ!」と主張して譲らなかったが、「奇跡の一枚展」でのブロマイドの売上勝負で小杉に敗北、その時の売れ残り約8万円分全てを自腹で買い取る羽目になっている）。2009年12月22日放送の3時間スペシャル以降、男性芸人と女性芸人混合で行われている。最後は未公開写真を纏めて「たしかなこと」に載せて某保険会社のCM風に流し、大オチの写真(大久保佳代子（オアシズ）の幼少時代や隅田美保（当時アジアン）の失敗写真など)で締めるのが恒例。そして失敗写真を「奇跡が起こる前」、本人は至って真面目に撮影したが傍から見ればふざけているようにしか見てもらえないような失敗写真の発表を「捕まえる」と称し、淳が「奇跡ポリス」として取り締まっている。
2010年以降はカレンダーを作るシステムになっており、その月の季節に合ったテーマの写真をノミネートしてそこから1枚、合計12枚で翌年のカレンダーを作成して番組HPから販売する。そのため、1年間で全く掲載されない出演者もいる。

#### 50TA
2009年2月3日に放送。「50TA（フィフティーエー）」のアーティスト名で狩野の歌をCD化するという大型ドッキリを仕掛けられた。このアーティスト名は仕掛人のプロデューサーから「GO Top Artist」という意味だと説明されていたが、実際は「50周年Tv Asahi」の略。
狩野はドッキリに気付かぬまま、ナルシストぶりを発揮。ネタバラシの舞台であるコンサートでは淳の指示で自らが作詞・作曲を手がけた5曲（『インドの牛乳屋さん』含む）を、1000人の観衆（全員が仕掛人）の前で熱唱。その挙句に「お笑いを捨てて音楽一本でやっていく」と発言し、出演者を含めた全員を驚愕させた。しかし楽曲は2日間で10万、累計50万DLされ大ヒットを飛ばして『Perfect Love』が携帯着うたダウンロード第1位を記録、放送終了後はアクセスが殺到したため配信サイトの会員登録も規制された。このことからテレ朝にも表彰も受け、2009年2月22日に未発表曲を含めた初ライブを開催し3月3日にその模様が放送された。
当初はドッキリの趣旨として「狩野をこれ以上調子に乗らせない」ことがあり、「ロンハーの名前を出せばある程度売れてしまう恐れがあるため、50TAのCDは出さない」と明言されていたが2009年11月3日放送では大手レコード会社・avex traxよりCDオファーがあり、新しく手がけた6曲の中から『ノコギリガール〜ひとりでトイレにいけるもん〜 』に決まり、コンサートで披露した。終了後打ち上げにてCDジャケットを披露したが、青木さやか『ノコギリガール〜ひとりでトイレにいけるもん〜』になっていた（この経緯についてはCD記事を参照）。結果的に放送時点ではCD化には至らなかったが2010年2月10日、念願叶って『50TA』としてアルバムが発売された。
2011年10月4日放送の3時間SPでは50TAのライブと、狩野による交際歴5年の女性へのプロポーズを兼ねて企画された。ライブの最後に「50TAではなく、狩野英孝として歌いたい」と前置きした上、これまでの思い出を綴って書き下ろした新曲を披露しつつプロポーズし成功した。
50TAに最強ライバルが登場!! 50TAvs50PA
2020年10月8日放送。50TAの公式ライバル「50PA」として、松陰寺太勇（ぺこぱ）が参戦（相方のシュウペイはエアギターやダンス、コーラスなどで50PAのサポートを担当）。「時を戻そう」「はい」を挨拶代わりに披露した。
本企画は「生放送の視聴者投票で勝った方が生配信ライブを行う」というもので50PAは「決定的」「足りない」「wow wow wow」を、一方で50TAは「ギラギラビンビン」「ギリシャの女神(サリー)」「あそこにGo!」をそれぞれ披露。そして投票の結果50PAが勝利し（50TA12万票、50PA17万票）、10月29日にTVer・TELASAにて生配信ライブが行われた。50PAが披露した5曲を収録したアルバム『時を戻そう』が放送終了後の10月9日午前0時からApple Musicなどで配信開始。2020年10月19日付のオリコン週間デジタルアルバムランキングにて9位を記録。
また、負けた50TAは落とし穴に落とされるも11月11日に「敗者ライブ」という形で、前代未聞のカメラ倉庫内でライブを実行した(事務所の後輩である小宮浩信（三四郎）がゲスト出演)。
なお、10月20日放送の延長戦でシュウペイが松陰寺に内緒で曲を作っていたことが発覚し､（淳や山崎のサポートもあり）デュエットやラップなどを混ぜた新曲「なんだっていいじゃん」を披露。こちらも10月21日午前0時からApple Musicなどで配信開始。

#### うぬぼれ注意!オトコ・オンナの自分番付/芸人リスペクト番付
何も知らされずにスタジオ入りしたゲストに対し、スタジオにいる10人（コロナ禍以降は6〜7人）をランク付けしてもらう（自分番付では「付き合いたい順」、リスペクト番付では「芸人として尊敬している順」）。進行はロンブー。ゲストが別室でランキング作成中にスタジオでは自分が何番目にランク付けされているかを各々予想する。
ランキング決定後はゲストの口から順位を発表。その際、実際のランキングが自分の思っていた順位より低かった場合は「うぬぼれ野郎・うぬぼれ女」となってしまい、1ランクずれるたびにうぬぼれ度が1うぬぼれ上昇する（4位と予想し6位だった場合は2うぬぼれとなる）。
逆に実際のランキングが予想より高かった場合は「保険」とイジられ、例えば1ランク上なら「1保険」と言われる。ペナルティなどは生じないが、順位発表時に出演陣から文句を言われる。
放送当初はこれといった賞罰はなかったが、ランキングを当てる意味が無いということで自分の順位を当てた人には亮の自腹で賞金が与えられる。当初は1万円と額も少なめだったが、現在は最高15万円（うぬぼれるリスクを背負ってもらうため、的中順位が上位になると高額）となっている。
またトーク中の発言から、うぬぼれ度が酷い人（2回で累積10うぬぼれ以上）や保険を掛け過ぎた人（10位と予想して1位）にはペナルティ「マウンテン」として、10うぬぼれになる毎に視聴者へ自腹でマウンテンバイク1台を贈ることになった。
有吉は参加者の他にご意見番として、ランキングメンバーの言動やゲストのランキングに対し意見を述べる。芸人リスペクト番付では狩野が担当していたが、狩野が不祥事で謹慎中の際はカズレーザー（メイプル超合金）が担当していた。
女子バーションは今まで12回開催。このコーナーで磯山さやか（全12回出演）と保田圭（10回出演）がイジられキャラを確立し、再ブレイクした。

#### まだ間に合う!? 有吉先生/ナダル先生のタレント進路相談
2010年8月17日開始。有吉が「芸能界における進路アドバイザーの担任」の「有吉先生」となり、マネージャーから各々の担当タレントの今後の進路を相談され、現状や展望などから検討・アドバイスする。当初は担当マネージャーと結託したタレント騙し企画だったが、タレントの現状をピタリと言い当てる分析力が好評を博し、のちにコーナーの内容を理解したゲストが相談を受けている。
2015年以降放送が途絶えたが、2023年12月12日放送分から、ナダル（コロコロチキチキペッパーズ）が先生役を引き継ぎ企画が再開された。

#### 究極恋愛シミュレーション ラブマゲドン
「もし地球上に残った人間が今いるメンバーだけならば、誰の子孫を残したいか?」という究極の選択を行うゲーム。女性7人・男性8人で前述の質問に対し、フィーリングカップル5VS5方式で選んでいく。進行は主にロンブーだが有吉も含めた3人で進行することがあり、まれに亮も参加することがある。カップルが成立した順に勝ち抜けとなるが、男性の方が1人多いため必ず独りぼっちが出るようになっている。派生版として、女性陣が熟女の「熟マゲドン」やオネェとなる「オネェマゲドン」がある。
2018年4月20日を最後に一時的に行われていなかったが、2023年9月12日から26日まで、TELASAにて「ロンドンハーツ 究極恋愛シミュレーション ラブマゲドン」のタイトルで男性芸人8人、セクシー女優7人の企画を全3回に分けて配信。これ以降、地上波でも復活した。

#### ○○が選ぶ××な芸人GP
様々な業界の人間にアンケートを取り、そのランキングを発表する。一例として「番組スタッフが選ぶ嫌いな芸人GP」「芸人の嫁が選ぶ抱かれたい芸人GP」「人気占い師が選ぶ今年運勢がいい女芸人GP」など。「単純にランキングを発表していく」パターンと「自分に何票入ったかをランキング形式で発表していく」パターンがある。後者の場合は1票のみ入った人物と0票の人物は最後にまとめて発表される（「0票芸人」と呼ばれている）。特に、一般人に訊いたアンケートではなく同じ世界にいる同業者の投票ということもあり、どんな人物であれ1票でも入れば御の字と言われている。2024年8月20日以降は「芸人の親・妻」「大学お笑い」などど芸人に近いポジションの人物をターゲットにした好きな芸人のアンケート調査を行なっている。

#### 一般女性が選ぶ 私服-1GP団体戦
2018年2月2日放送開始。芸人数十名が普段の私服を公開し、どの私服がおしゃれかを一般女性を対象にしたアンケート調査を実施。スタジオではその芸人が有吉率いる「有吉プロダクション」と矢作兼（おぎやはぎ）率いる「プロダクション矢作舎」に分かれ、高い順位を得たのは誰かで競う。

#### 尾形ドッキリシリーズ
2019年4月2日・7月2日放送の「パンサー尾形の異常な嫉妬心は本当なのか」を皮切りに、尾形には定期的にドッキリ企画を実施している。「パンサーに新メンバーが加わる」「偽のレギュラー番組のオファーが来る」など、大規模なドッキリに対しての反応をモニタリング。パンサーの他のメンバー（菅良太郎・向井慧）にも負担を強いる内容が多い。

#### 仕込みツアーズ→偶然通りかかったテイでお願いしますドッキリ
2019年12月10日放送「事務所ツアーズ」で行ったイタズラをベースに、2020年1月21日放送開始。ターゲットとなる芸能人には事前にロンハーのロケにプライベートで遭遇した設定で合流するヤラセを指示。指示通り実際に偽ロケに乱入するとロケ隊がターゲットに対して質問攻めされるが、ヤラセが発覚しないよう自然に振舞わなければならない。

#### もしも女子だったらこの人と付き合いたい!
2020年12月8日放送開始。男性芸人同士が「もし自分が女性だったら付き合いたい人」を女装してプレゼンする。

#### 太夫フェス
2020年より年末に放送。藤本がコウメ太夫をインスパイアして白塗りなどを題材にしたコント、ダンス、ロケ企画などのパフォーマンスを披露する。

### 過去の企画
オシャレゲート
テレビ朝日のタレント通用口に、警備員に扮したロンブー・青木・スザンヌ（以前は飯島→山本モナ）・えみり（以前は梨花→SHEILA、時々高田純次）らが陣取り、通りがかる有名人の私服をチェックする。チェック終了後に貰えるタグを見せると次にゲートを通ってもチェックを受けずに済むが、このコーナー自体が抜き打ちであるため2回目の有名人はほとんどが再びチェックを受けることになる。初期の頃は別室にいる一般女性100名からもファッションセンスの審査を受け、ゲストを得票数順にランキングしていたが後に消滅した。
稲妻ヤンキー純愛哀歌（エレジー）
2000年に開始。放送当時、減少傾向にあった暴走族とレディースのカップルを成立させようというコンセプトの下で行われた（番組では2組のレディースと対面したが、いずれも不成立で終わった）。放送ではオーディションに参加した暴走族のメンバーたちとチーマーとの威嚇対決で乱闘騒ぎが発生、審査員として出演していた安岡力也ともあわや一触即発の雰囲気に発展した他、オーディションに受かった暴走族のメンバーたちがロンブーと共にクラブへ訪れた際、女性をナンパしていた若者たちと乱闘騒ぎを起こすなど過激なシーンがしばしば見られた。また、哀川翔との対面も果たしたがこの回を最後に放送されなくなった。
彼氏のためにやるキッス
1999年〜2000年に放送。
番組開始時からのオープニング人気コーナーで、一般人によるカップルが出演。女性が「マイケルくん」と呼ばれるマイケル・ジャクソンの覆面を被った10人の男性の中から1人ずつ選んでいき、5秒間キスできれば1人あたり1万円を獲得。男性がストップをかけた時点で炭ガスが発射され終了となり、10人全員とキスすれば海外旅行がプレゼントされる。中には「当たり」と呼ばれるイケメンや、江頭2:50といったアクの強い芸能人が混じっていた。
強烈なキャラを持った素人男性の鈴木は「ストッパー」であることから、大魔神鈴木と称されていた（佐々木主浩が当時現役）。この鈴木が諸事情でコーナーを離脱した際にはマイケルくんとして出演していた他の出演者から「マイケルのマスクを脱ぐ」といった発言が出て、次の回からは鈴木を模したマスクに変わった。また、時折出演していた江頭は女性とのキスを連続で断られたため怒りが頂点に達し、数百人の女性の目前で下半身を露出。更には舞台から降りて女性たちの前に下半身を露出しながら突っ込んでいったため、会場は怯えた女性たちが一斉に逃げ出すなどパニック状態に陥った。これには共演した松村邦洋・せんだみつお・ほんこん（130R）・コージー冨田らは苦笑し、亮は「エガちゃん!」と絶叫。普段は冷静な淳ですら「止めろ! 止めろ!! AD止めろー!!!」と叫ぶほどだった。後にマイケル軍団の1人として出演していた「ショウちゃん」という愛称で親しまれた根本正一は降板後、NSCに東京校7期生として入学。芸人デビュー後、ロンブーも所属する吉本を経て現在はコンビ「レインボーグランド」として活動、SMA NEET Projectに所属している。
ザ・スティンガー／俺の彼女をナンパしてくれ
1999年〜2000年に放送。
自分の彼女を「スティンガー」と呼ばれるホストにナンパしてもらい、その浮気心を確かめるという企画。彼氏側のルールとして、彼女からのメールに返信するのは一切禁止。ほぼ全てのカップルの彼女がスティンガーに陥落されていたが、「彼氏よりイケてるから」という理由で彼女がスティンガーを逆に持ち帰ったことが一度だけある。
夏の青少年犯罪一斉検挙企画 ザ・マウストラップ
海岸でいやらしいと淳たちが映像で判断し、様々な罪状を付け（例：ツインタワー罪）それが一定以上に達すると、警官輸送車（ロケ用）から黒人部隊（通称：「S.W.A.T」）が出撃し、護送車に対象者を連行する。終えた後は淳が歌って黒人部隊に相槌を打つが「ニホンゴワカンナイヨ!」と返される。ボビー・オロゴンをゲストに迎えたロケの中で、黒人部隊の一員の中にボビーがいたことが判明。
ラブトレイン〜いらない女は途中下車〜
大井川鐵道や秩父鉄道などの蒸気機関車が牽引する列車一編成を丸ごと貸切り、プレミアムボーイという容姿・肩書きなど全てが完璧な男を乗せて走り、各駅には、そのプレミアムボーイの彼女に立候補する女たちが待機。ただし列車に乗れる女性の定員は3名のみ。そこで1人のプレミアムボーイに群がる女たちの壮絶なバトルが繰り広げられた。また、1人のパーフェクトガールを巡って彼女が欲しい芸能人たちが大マジメにアピールしあうというパターンもあった。後に「バブル青田」と当番組で脚光を浴びる青田にとっては、これがロンハー初登場だった。
The Bl@ck Mail
ターゲットが浮気するかをメールを通じて検証する企画。ターゲットにトラップガールが偶然を装って接触を図り、トラップガールになりすました淳とターゲットでメールを取り合い、トラップガールとデートを行う。最後に仕掛け人女性の部屋へ連れ込み、そこで仕掛け人女性と同じ格好をした本物の彼女を登場させ、これまでの悪行が裁かれるというのが主な流れ。
ターゲットとなるのは主に男性だが、時々女性も出ることがある。女性になりすました淳の男心を擽るメールや、デートでの仕掛け人女性への絶妙な指示が行われる。この企画は約1ヶ月とロケ期間が長く、頻繁に行われるような企画ではない。本物の彼女が仕掛け人女性と入れ替わる場面で流れるBGMはThe Crystal MethodのCherry Twist（アレンジが施されている）。また、メールの着信音は配信されている。なお、「Black mail」とは日本語で「脅迫状」という意味。
芸能人に対しては専らスペシャルの際に行われた。芸能人版の初放映は2001年3月25日。2001年10月23日（火曜日放送初回）にも行われた。火曜日版ターゲット第一号は蛍原徹（当時雨上がり決死隊）で、後に落とし穴ターゲットの第一号にもなった。初期は偶然を装いメールを送信していたが、後にテレビ局から出てきたターゲットにファンを装ったトラップガールがメールアドレスを渡すという形（アドレスを渡す様子をスタジオに中継するなど、手も込み入っている）に変更された。また、彼女がいない・一般人でテレビに出せないなど、本物の彼女が登場するパターンができないケースが多いためか、上記と異なる形でお仕置きすることが多い。
2005年6月28日放送の2時間スペシャルより、ターゲットを若手芸人に絞っている。若手芸人へのお仕置きは回を重ねるごとにバージョンアップしており、代表的なものには「落とし穴」「放送当日に自宅へ突入し生放送でネタばらし」「デートしていた店にたまたま別番組のロケが来て映される」などが挙げられるが、山里亮太（南海キャンディーズ）やゆってぃなど、何度も引っ掛かる学習能力のない芸人には「デートの最中にテレビ電話でネタバレして有無を言わさず終了」という、ある意味一番酷いお仕置きもある。そのため淳曰く「落とし穴とかロケ隊が来てる内はまだ幸せな方」。
長州小力へのお仕置きには橋本真也が登場したが、放送直前の2005年7月11日に橋本が急逝したため番組側は当初放送中止を検討していたものの遺族・関係者から『本人は放送を楽しみにしていた、是非放送してほしい』との要望があり、橋本追悼企画として予定通り放送された。この日の放送の最後には追悼放送についての説明と橋本に対する追悼のメッセージが付け加えられた。この模様は2006年10月3日放送の3時間スペシャルでも放送された。
2010年以降は「アイドルの家などに偽装した、2階の床が抜けて1階に落ちる構造のドッキリハウス」を企画実施の度に建てる（収録後は即解体されるが、ここに住みたいと希望する出演者がいた）という、より力の入ったお仕置きを実施している。「ドッキリハウス」に引っ掛かったゆってぃは収録後、この家が建てられた場所の近所に住む知人から「いきなり家が建ったと思ったらいきなり解体された」とメールが届き、その後の放送を見て全てが繋がったらしく「ロンドンハーツってバカなの!?」とメールが来た旨を語った。
上西小百合は番組（「格付けしあう女たち」）に初出演の際、オファーを引き受けた理由として「番組の大ファンで、特にブラックメールが大好きだった」と語った(博多大吉（博多華丸・大吉）に「仮にも議員の先生があんなゲスい企画を好きとか言っちゃダメ」と苦言を呈された)。
大澄賢也や山本太郎など途中で淳だと気付いたターゲットもおり、山本は淳に直接「変なメールするな」と看破している。
マジックメール
The Bl@ck Mailを元にした企画。進行はロンブーの2人。若手芸人を淳がメールなどを用いて騙すという基本的な概要はSP企画移行後のThe Bl@ck Mailと同じだが、ターゲットを不特定多数から10人程度に絞り、仕掛け人はファンを装ったトラップガールから現役のグラビアアイドルに変更し、ウソの新番組での共演を期に連絡先を交換してメールをやり取りしドッキリにハメる形式をとっている。
THE TRIANGLE〜ハマった女は彼女の親友〜
2003年〜2005年放送。
仕掛け人の女性（トラップガール）をターゲットの男性に接近させ、後に彼女とのデート中に偶然を装って彼氏-彼女-浮気相手による恐怖の三角関係を作り出す。様々な手で彼氏を動揺させ、最終的に彼女を取るかこのまま浮気を続けるかをチェックする企画。なお、仕掛け人の女性は「彼女の親友」という設定。
長らく番組では放送されていなかったが、2012年10月に「LONDONHEARTS NET MOVIE」の第4弾として久々に新作が公開された。
ザ・ファイナルマイクバトル〜稲妻コロシアム〜
別れたカップルがファイトマネーをかけ、当時の鬱憤を晴らすべくプロレスのマイクパフォーマンスという形を借りて口喧嘩する。過去に別れた夫婦がこのコーナーへの出演をきっかけに復縁したこともあった。
THE STAR TRICK
カップルのデート中に突然タレントが現れ、彼女が席を外した間に彼氏へ向かってタレントが「実は君の彼女のことが好きになった。彼女を俺にくれ!」と告白する。いきなり目の前の男が恋のライバル宣言をしてしかもその男は芸能人、それでも彼氏は怖気付くことなく彼女への愛を貫き通せるかといった内容。ロンドンハーツ10周年SPにて、上田晋也（くりぃむしちゅー）が仕掛け人となった回のお蔵入りが発覚した。
IDOL TRAP
2003年放送。
「ブラックメール」とよく似ているが、仕掛け人女性（トラップガール）が芸能人・アイドルとなったもの。本物のアイドルが自分の彼女になるという夢のような出来事にターゲットの一般人男性は現実を失うが、最後には男性芸能人がトラップガールの彼氏役として登場してこれまでの悪行が裁かれる。2011年9月から「ネットならOK」ということでインターネット配信において新作が披露された。
被害者の会
2003年〜2004年放送。
自分の欲望のために次々と男をとる魔性の女たち、被害に遭った男たちが「被害者の会」を結成。ロンハーにその女の魔性ぶりの検証と制裁を頼むという企画。協力者の包囲網の中に誘き出された魔性の女が隠しカメラの下でその実態を曝け出され、最後に「魔性の女」宣告を下された女が街中のスクリーンにて自らの悪行を裁かれる。魔性の女リナ（鮎川りな）のデビュー作でもある。
顔面どストライク
女性芸能人のゲストに一般男性50名の顔写真を見せ、好みの顔を1枚だけ選ばせる。そのゲストが誰の写真を選んだのかをロンブーと他のゲスト数名で当てる。
消去女
スタジオにいる女性芸能人10人の中から、ある女性芸能人の好意的なアンケートを発表。そのアンケートに当てはまるのは誰かを推理しながら、アンケートにそぐわない女性芸能人を消去していくゲーム。決定権はキャプテンにある。最後までそのアンケートに会う女性を残すとそれぞれ現金10万円ずつ与えられる。
女のココがわからない
男性タレント（主に若手の男性芸人）が女性の恋愛の際の行動パターンに関する疑問をぶつけ、11名の女性タレントがそれに答えていく。
カミングアウト温泉
ゲスト2名（友人同士の女性アイドル、お笑いコンビなど）が仕切られた温泉浴場に1人ずつ入り、お互いに暴露話をする。この企画にほとんど出演している志村けんはロンブーの隣でトークをする。過去には一般公募のカップルが暴露話をするというスタイルがとられていたものの「過去の事項を水に流す」という企画意図に反した罵倒合戦や暴力などに発展するケースが多く、現在の形態になるまで企画自体が姿を消していたが2010年2月9日放送2時間スペシャルにて「カミングアウト温泉2」として復活した。
タレコミ奉行
よからぬタレコミ情報を元に、淳扮する奉行・遠山淳右衛門尉（あつしえもんのじょう）が若手芸人に迷裁きを下す。迷裁きはやや過激。コーナー開始当初は3人のグラビアアイドルが町娘として出演していたが、「サッカーばか蔵」ことヒデ（ペナルティ）が出演してからは枠が減らされ、女性芸人も出演するようになった。
2006年以降は年に1-2回程度で放送されていた。
田村タクシー
熊田への罰ゲーム（世界の中心で、ゴメンなさいをさけぶ）で、淳がタクシードライバーに扮したことから誕生した企画。ドライバーの淳が何も知らず乗車したゲストと車中でトークをするコーナー。
オトコ試験!!
2007年10月23日開始。女性タレント30名がどれだけ男心を知っているかを競うクイズ企画。出題は全て一般男性1,000人のアンケートによる4者択一で、上位1位を正解とする。解答の他にクイズに関連したアンケートコーナーもある。2007年12月25日には男性タレント版「オンナ試験」を放送。
ドすけべホイホイ
ホイホイガール（セクシーな若い女性）が席に着き、上着を脱いだ時点から制限時間5分でホイホイガールを一度もチラ見しなければ、賞金100万円を獲得できる。チラ見するごとに賞金は減額され、賞金が0円（チラ見12回）になるか3秒以上見続けたら強制的にゲームオーバー。ゲームオーバーとなった場合はホイホイガールからキツい罵倒（淳からの伝言）を浴びせられたり、係員から事務所（モニタールーム）に連れて行かれシールを貼られる罰ゲームが待ち構えている。
開始当初は一般人がターゲットだった（当時は10万円が最高金額）。後に若手芸人へ仕掛けられることが多くなり大多数はゲームオーバーとなるが、HIRO（安田大サーカス）はホイホイガールよりも目の前のご飯に集中していたため唯一100万円を獲得した。2006年以降は海岸で夏季限定で行われている。最速記録は岩尾望（フットボールアワー）の18秒で、2006年以降海岸で夏季限定で行われるようになってからの最速記録は鈴木Q太郎（ハイキングウォーキング）の35秒・28秒である。ちなみに木下隆行（TKO）の40秒は一発勝負での最速記録である。ターゲット次第で仕掛け人のタイプを変える場合があり、クリス松村にはホイホイボーイが投入された。
男の着こなしグランプリ / 女の着こなしグランプリ
ウソ企画やウソ番組で呼び出した芸能人のファッションセンスをチェックするコーナー。指定したシチュエーションに合わせた服装を各自でしてもらい、神田うのなどのファッションに詳しい芸能人が審査していくというもの。山崎はこのコーナーに初回から出演しており、長い棒状の物（傘、テニスラケットなど）を持っていると必ず淳のフリで（格好が似ていたため）マタギのまねが行われる。後述の「私服センスなし芸人No.1決定トーナメント」はルールに変更こそあったが実質上の後継企画で、山崎のマタギのまねなどは継続して行われている。
俺たちのNo.1
多数の男性芸人が、テーマとなった「好きなもの」に対し1人5つずつ挙げ、番組独自の投票方法（得票数が少ない候補を脱落させ、繰り返し選び直す）でNo.1を公平に決める企画。放送日と結果は以下の通り。
- 第1弾（2008年1月15日SP）：「女性芸能人」 - 永作博美
- 第2弾（2008年4月8日SP）：「食べ物」 - カレー
- 第3弾（2010年）：「女性芸能人2」 - 上戸彩
- 第4弾（2011年2月1日SP）：「女性芸能人3」 - 石原さとみ
- 第5弾（2012年6月19日SP）：「女性芸能人4」 - 長澤まさみ
- 第6弾（2013年12月3日SP）：「女性芸能人5」 - 綾瀬はるか

すっぴんズームイン朝!
2008年4月29日開始。タイトルロゴは『ズームイン!!朝!』のパロディーだが、テロップは『ズームイン!!SUPER』第1部のものをそっくりそのまま流用している。偽番組のロケのためホテルに宿泊・睡眠中の芸能人の部屋に忍び込み、寝起きのすっぴん顔を見せるというもの。2010年に入ってからは美容番長ことシルクをレギュラーに据え、「べっぴん!モーニング」として美容エクササイズとすっぴんを公開している。
ザ・ダイヤモンドガール! オレ色に染めてやるGP
2008年7月29日に第1弾を放送。男性芸人が街で「美女の原石」をスカウトし、芸人自身のセンスで女性を美しく変身させ競い合う。2008年2月12日放送「格付けイケメンGP」（女性準レギュラー陣が街で好みのイケメンをスカウトし、誰が連れてきた男性が最もイケメンかを観客投票で決める）、2008年5月20日放送「ロンハーガールズコレクション」（イケメンGPの男女逆転版）が基になり、徳井義実（チュートリアル）の「原石を発掘してプロデュースしたい」との発言から「オレ色に染めてやるGP」が企画化された。2010年2月9日放送の2時間スペシャルではスザンヌによる男性版「ダイヤモンドボーイ」、秋山竜次（ロバート）による「ダイヤモンド熟女」が企画されるなど幅が広がっており、同日放送で「ダイヤモンドボーイ」のレギュラー化が淳から明らかにされている。
私服センスなしNo.1決定トーナメント
2010年11月16日開始。進行はロンブーの2人。文字通り、事前にテーマを決められてそれに沿ったファッションをトーナメント形式で芸人が披露して対決する。プロのモデル5人の評価により「どちらがよりセンスが無いか」を判定、負けた方が残っていくいわゆる「負け残り方式」。決勝戦は残った2人と敗者復活戦での負け残りによる3人で行われる。1回目・2回目・5回目は後藤輝基（フットボールアワー）、3回目は井上裕介（NON STYLE）、4回目は村上、6回目は宮迫博之（当時雨上がり決死隊）、7回目は斉藤慎二（当時ジャングルポケット）が優勝している。
過去連覇となってしまった後藤によると、このコーナーの影響力は高いらしく「服を買いに行けず、人間にとって一番大事な衣食住の内の衣を奪われる」とコメントしている。ちなみに相方・岩尾は1回戦で勝利している。
前述の通り山崎のマタギのまねは継続して行われているが、前身企画からのレギュラー審査員であるRIKACOから辛口アドバイスや叱咤激励を受けた結果、山崎本人がオシャレになったため現在は他の出演者から衣装を借り強引にマタギの格好をさせられている。これについて山崎は「元々自分がマタギみたいな格好してて淳さんがそれにツッコんでって所から始まったキャラなのに、人から借りたらダメでしょ!?」とツッコんでいる。
2012年11月13日より、女性版もスタート。審査員は小木博明（おぎやはぎ、通称「センス小木」）、有吉、プロのモデル3人が担当。1回目は谷澤、2回目は大久保、3回目・4回目はKONAN、5回目は横山由依（当時AKB48）が優勝した。
50:50 女芸能人バランスファイト / 50:50 男芸能人バランスファイト→ザ・イコールガール
ある芸能人が異性に何かをする（例「熊田曜子が後ろから抱きつく」「チェ・ジウと散歩」）という条件を提示、それに対し挑戦者（お題の芸能人と同性）が何をすればそれと同程度の条件になるかを当てる。条件を決めたら別室に待機している一般人（挑戦者の異性）100名がおり（コメント担当の芸能人も含む）、どちらの条件がいいか投票させる。得票がぴったり50票ずつに分かれた場合、挑戦者に賞金500万円が与えられる。
しばらく行われていなかったが、2012年に「ザ・イコールガール」として復活。一部ルールが変更されている。
- 条件の考案は有吉率いるパネラー陣（他の挑戦者も含む）で考える。最終決定権は挑戦者にあり、条件は1つの提案を選んでも条件同士を組み合わせても構わない。
- 50:50にすることができた場合、賞金50万円をパネラー全員で山分け。また、あくまで「相手に勝つ」のではなく「50:50を目指すゲーム」であるため、70:30以上の差になった場合は連帯責任として亮・挑戦者・パネラー全員から罰金を徴収、そのお金で電子レンジを視聴者へプレゼントする。
- 判定を行う男性は全て無作為に選んだ20代-40代の男性となり、芸能人は入らない。

淳が泊まってジャッジ! 本当は良い女GP
ターゲットとなる女性タレントには事前に「自宅にてロケを行う」と伝えた上で、淳がハンディタイプのカメラを携えて来訪。その際の家の綺麗さや淳へのもてなしや心配り、気遣いなどから「本当に良い女」と「本当にダメな女」をジャッジする。
淳自身が異常なまでの潔癖症かつ神経質なため、「（風呂場の）シャンプーボトルの裏がヌルヌルしてるから嫌」「電化製品の保護フィルム（購入時に付いているもの）が付いたまま」など極めて細かな点にまでチェックされる。第1回の放送ではエントリーで一番お金がなく部屋も狭かった白鳥久美子（たんぽぽ）が優勝しており、淳曰く「家が広いとか出てくる食事が豪華とかは関係なく、あくまで気配りや心尽くしが評価基準」。また、「ガサツなイメージがあった」と語っていた小原正子（クワバタオハラ）は家が整頓されている・料理が旨いなど、鳥居みゆきは芸風とは異なる誠心誠意のおもてなしを見せた一方、手島優は「昔好きだった人の噛んだガムを取っておく」「寝ている淳の横顔を見つめる」など奇怪な一面が明らかになり、淳は企画を中止して泊まらず帰った。他にもキンタロー。やKONANなどはあまりにも家が汚かったため、淳は本人が寝ている隙を見て帰宅した。
『ぷらちなロンドンブーツ』の企画「ガサ入れ」で培った誘導尋問などを駆使して森下千里の注意を逸らした隙に彼女の下着棚を開けるなど、スタジオからは「（手法が）全く衰えてない」と言われている。
勝手にノミネート! 芸人衝撃映像グランプリ
スタッフが番組常連出演者達の過去の恥ずかしい映像を発掘、勝手にランキングして公開する。その場合は今では考えられない恥ずかしい発言やギャグをやっていることが多く、「生でお願いします」と無茶ブリされるのが多い。
MCのロンブーもターゲットになっており、18年前の「全然面白くない（淳談）」ネタでのギャグをその場でやらされた上、その後の生放送内でもさせられた。
第1回放送が2012年6月12日で2014 FIFAワールドカップ・アジア4次予選の「日本 - オーストラリア戦」の生放送の直後だったのもあり、有吉は「みんなが見ている」「放送日をあえてこの日にした番組スタッフ側に悪意を感じる」とコメントした。
抱かれたい芸人GP
2007年11月20日放送。女性芸能人323人にアンケート調査を行い、「女性芸能人が選んだ抱かれたい芸人ランキング」を作成してそれを芸人を集めたスタジオで発表。ほとんどの女性芸能人は匿名かイニシャルのみの公開で投票していたが、中には実名の公開を許可した女性芸能人もいた。1位に輝いたのはケンドーコバヤシで、事前に発表された一般女性が選ぶランキングとの大きな差が見られた。
2008年12月23日に第2弾を放送。アンケート対象は女性芸能人366名に増加し、実名出しOKも増えた（ほとんどがグラビアアイドル）。1位は徳井だった。
淳とボビー／淳とオッパッピー
2005年に放送された「淳とボビー」では淳とボビー・オロゴンが街へロケに出かけ、一般女性にどちらが格好いいか選んでもらい先に10票集めた方が勝利するという勝負を実施。
2007年12月25日放送では、先述の「抱かれたい芸人GP」で自分と小島よしおが同順の16位だったことに納得のいかない淳。そこで小島と共に街やビーチに出かけボビーと同様の対決を行なった。結果は10対9の僅差で淳の勝利。また、2008年3月18日にはボビーを加え「淳とボビーとオッパッピー」を放送。結果は10対9対9とまたしても淳が勝利した。
このノウハウを使い、幾つかのポイントを回り選ばれた人がおねだりできる派生企画が出来上がる。ボディだけを見て人を選ぶ「お願いボディ」、はるな愛と近藤春菜（ハリセンボン）による「抱きたいのはどっち?」、秋山・春日俊彰（オードリー）・ウド鈴木（キャイ〜ン）による熟女限定の「お願い熟女」が放送された。
見た目ビューティーカップ
女芸人軍団・男芸人軍団・オネェ軍団に分かれ、各チーム5人ずつで自分が一番きれいと思われる女装を行う。進行はロンブー。1ラウンドごとに各チーム1人ずつ代表を選出。選ばれた3人を別室でモニターを通して外国人が審査し、「見た目だけなら誰が一番好きか」を判定。選ばれた人は勝ち抜けとなり、これを繰り返し先に5人全員が勝ち抜けたチームの勝利。
チョイふる-1GP
過去にブレイク経験のある芸人たち、いわゆる「ちょい古い」芸人が自分たちのブレイクしていた当時を知らない年代の幼稚園児100人を前に当時のネタを披露、○×で面白いか面白くないかを判定してもらい、一番○の多かったちょい古芸人は挑戦者として現役王者（今新しい芸人）への挑戦権が与えられる。
出場者の中でも比較的ブレイク時期が最近の小島よしおが一般予想でも1位の大本命として扱われ、2回連続で90点以上を叩き出して楽しんごに挑んだこともある（ただし楽しんごには完敗）。
小島やレギュラーなどリズム重視の芸人が子供たちには好評な傾向にある一方で、波田陽区・エド・はるみといった年代が鍵を握る芸人やアンガールズ・安田大サーカスなどのシュールを持ち味にした芸人は低得点であることが多い。アンガールズは自分たちの「ジャンガジャンガ」が子供たちにあまり好評でない現実を突きつけられ「何であの時（ブレイク当時）はウケてたんだろう…」と本音を吐露した（藤本に「心の声を出すな!」とツッコまれている）。
このコーナーでのスタッフと淳の悪乗りによって、藤本の「フジモン太夫」が誕生。以降は全ての芸人出場後は「余興」として藤本が何らかのパクり芸をさせられるのが恒例となり、山崎と組んで「準レギュラー」として舞台に立たされたこともある。
子供に大ウケ-1GP
上記の「チョイふる-1GP」の派生的企画で、歌ネタやリズムネタなど今旬の子供受けしそうなネタを持つ芸人たちも対象になっている。ルールはほぼ同じで幼稚園児100人を前に持ちネタを披露し、○×で面白いか面白くないかを判定して○の数を競う。エントリーはAMEMIYA、ウーマンラッシュアワー、クマムシ、品川庄司、千鳥、テツandトモ、流れ星☆、8.6秒バズーカー、バンビーノの9組と山崎・藤本の即席コンビ「フジモン&ザキヤマ」による計10組で、肘祭りネタで89点を獲得した流れ星☆が優勝した。
出て来いオレの名前 〜アノ人の何番目芸人〜
事前に番組名を伏せて人気女性タレントや女優を呼び出し、現時点で思いつく限りの芸人の名前を挙げてもらい出てきたのが何番目かを判定する。上位30位以内のスタジオメンバーには金メダルが授与され、それ以降は勲章が無しで順次「売れっ子芸人」として上の席に上っていく。限界まで達した場合は一旦打ち切りとなり、スタッフが用意した顔写真を見せて名前だけでも出てくるかを判定、出てきた場合は「冷や冷や芸人」として上の席へ行く。それでも出てこなかった場合は「ゴメンナサイ芸人」として記録される。コンビやトリオの場合はそれぞれの個人名が出てこなければ無効となる。
ゲストの浅尾美和が何故かノブ（千鳥）を「小池さん」と発言（当然ノブは「ゴメンナサイ芸人」）、その際のスタジオでの流れがきっかけとなり、半ば強制的に芸名を「ノブ小池」と改名する運びになった（結局1年半後には元に戻した。ちなみにノブ本来の苗字は「早川」）。ノブは強い違和感があったものの後に桐谷美玲が番組内でのこのやりとりを覚えていて手掛かりにノブの名前を思い出し、初めて「売れっ子芸人」になった。
自分の良いトコ自分で答えましょう
中堅のお笑いコンビが、インタビューやアンケート内での「自分を褒める発言」やが何なのかを当てる企画。
若手時代のネタ-1GP　
中堅のお笑いコンビをドッキリで呼び出し、若手時代のネタVTRを見てもらう。本人らにとってはそれだけでも恥ずかしいが、更にそのネタをスタジオで再現させられることになる。
芸人イメージサーチ
芸人の良いイメージ、悪いイメージをランキングし、本人以外のメンバーが答える。悪いイメージに関しては外せばただの悪口になってしまう。
YouTube再生回数 ギリギリカウント UP
芸人のYouTube動画をサムネイルだけで1つずつ選び、収録日時点での再生回数の合計が規定値を超えたらアウト、その前の解答者が勝利という企画。
ウラでこんなことやってましたGP
家族や芸人仲間などから秘密裏にアンケートを行い、スタジオにいる芸人たちが今年やった（やらかした）ことをランキング形式でインパクトの強い順に30位から発表される。進行は主にロンブーであるが、まれに亮が雛壇に座っている場合もある。場合によっては隠しカメラによる映像が流される。本年最後の放送で行われる場合は「年末だからバラしていいよね!?」が付く。
西川晃啓（レギュラー）が後藤についてのアンケートで「昨日、彼女とデートで…」という書き出しにより、収録直前のギリギリまでアンケートを取っていることが判明している。2012年12月4日には初の女性版が放送された。
男性版ではいくつかの恒例パターンがある。
- 最後に山崎がカンニング竹山をイジることで全てを持っていく。
- 原西孝幸（FUJIWARA）は一切寄り道せず帰宅するため飲みの席などでの暴露ネタが全くなく、アンケートの回答は全て妻が引き受けているもののそれが極めて些細な家庭の事情や旦那に対しての愚痴であり、（性癖や恥ずかしい話を暴露された芸人とは）違う意味で辱めを受ける。
- ケンコバは彼の可愛がっている後輩（通称「右肩下がり軍団」）がアンケートを引き受けているが、ほとんど盛り上げようのない回答ばかりで原西と同様の辱めを受ける。特にネゴシックスはテレビで名を売りたいがため頻繁に出ており、ケンコバからは「準備もせんとリングに上がるな!」とツッコまれる。

実は○○が答えてました 芸人お悩み相談
2020年2月18日放送開始。当企画に参加する芸人には、事前に悩み事についてのアンケート調査が行われる。そのアンケートが実名を伏せられた状態でコンビの相方や若手芸人に回答され、その質問と回答が公表される。
もしもの時の謝罪会見
2022年5月31日放送開始。芸人がある不祥事を犯したと仮定し、謝罪会見のシミュレーションを実施。その内容について、実際に謝罪会見を開いたことのある亮と狩野が100点満点で講評する。
芸人取扱説明書
芸人のマネージャーに事前アンケートを募り、エピソードをランキング形式で発表。「この人はこの時にこうした方が良い」などの説明書を作成する。内容の突飛さや担当している芸人の性格などから「初級」「中級」「エキスパート」に分かれる。
密室検証 もしもこんな2人を飲ませたら…
2014年3月3日放送開始。普段はサシ飲みをすることのない2名に、相手を知らされないまま個室居酒屋へ呼び出す。主にテレビでの共演回数は多いがプライベートでの交友が薄い2名や、キャラクターが対照的な2名を対面させる。スタジオとは異なる環境で語り合うことでどのような反応が生まれるのかを検証する。
このコーナーから派生し、サシ飲みで会話が噛み合わなかったみやぞん（当時ANZEN漫才）と草薙航基（宮下草薙）による2人旅企画も行われた。
芸能人健康診断
2006年から放送。最初は女性メンバー陣の高齢化を危惧し、健康診断を実施してこの結果はランキングで発表した。男性芸人バーションのみも不定期で開催されていた。
ドッキリで発掘!未来の○○オーディション
2012年8月21日から不定期で放送。「○○」にはその目標として設定されているタレントの名前が入る。
第1回はバラエティーで幅広く活躍する熊田と磯山の後に続くグラドルをドッキリで秘密裏にオーディションが行われた。ターゲットは丸高愛実、中村知世、水谷望愛、谷澤恵里香で全員「ブラックメール」の囮として当番組に出演していた。彼女らを当番組の藤城ディレクターが中心となる「テレビ朝日版ピカルの定理」という番組ができるというテイで一人ずつ呼び出し、その際の対応力や個性などをチェック。後日、隠しカメラを使って「ナンパをされたら?」「コンタクトレンズを落とした子供を見かけたら?」などに対する素の表情をモニタリングし、クイーンを決定。最終結果はGPは谷澤で準GPは丸高。
第2回は「ドッキリスター」である狩野と村上の後に続く芸人を探した。ターゲットは児玉智洋（当時ジューシーズ）、永沢たかし（磁石）、久保田かずのぶ（とろサーモン）、ひろみ（当時第2PK）で淳曰く「ピュアでナルシストでモテたい願望がある人たち」。流れなどは第1回とほぼ同様で様々なシチュエーションにおける対応力や忠誠心などを隠しカメラでモニタリング。最後は「再現ドラマを撮る」というテイで呼び出した所を落とし穴に落とし、GPを決定。優勝は久保田。しかしそれ以降番組にもさほど呼ばれず、ドッキリに特化したスピンオフ番組「ドッキリハーツ」にも呼ばれておらず、番組としてもドッキリのターゲットとして尾形を強く推している。久保田本人もこれについて異議を唱え、有吉や藤本も「こんなに強く尾形推すなら久保田いらないやん!」と淳にツッコんだが、淳曰く「久保田は真っ黒すぎて使いにくい」。
心を合わせて脱出ゲーム
主にドッキリメインのスペシャル回にて実施されるが、通常回でも放送されている。コンビ芸人や仲の良い2-3人組を偽企画で呼び出し、内容を伏せた上でジャージに着替えさせ脱出ゲーム部屋へと収容させられる。5つの罰ゲームを提示され、プレイヤーは相手が何を選ぶかを予想した上で内1つを選択。回答が一致できなかった場合相手が選んだ罰ゲームが執行される。3連続で回答が一致できれば脱出成功。罰ゲームは顔面ハリセン、スネ竹刀、ビリビリ椅子、パイ噴射、毒霧の5つでプレイヤーの座る椅子の周囲に常備され、自動で動作するようになっている。
M-1終わって3ヵ月 ファイナリスト中間報告
2020年より毎年3月に開催。2020年のみ8月に2度目の中間報告を開催。『M-1グランプリ』のファイナリストを呼び出し、3ヶ月間の生活の変化などをアンケート調査する。

### 過去の単発企画
淳ドッキリ
その名の通り、淳に対するドッキリ企画。
- 準レギュラー陣にホワイトデーのプレゼント購入（2006年3月14日放送分）
- 番組放送300回記念企画（2006年10月31日、11月7日放送分）…後の「記憶の壁」の原型

情熱犬陸（じょうねついぬりく）・情熱太陸（じょうねつたりく）
2006年8月8日放送。毎日放送の『情熱大陸』に出たがっていた青木に、気分だけでも味わってもらおうと仕掛けられたドッキリ企画。本家『情熱大陸』同様の撮影を60日間密着して行なった。放送当日は青木の楽屋と淳らがいる別室のモニターにのみ同番組が流れるよう仕掛けていた（当日、本家ではイビチャ・オシムが登場し新聞や雑誌を見ることも考慮してか、青木側には「都合で（オシム放送の回は）延期になった」と伝えている）。
ナレーションは本家の窪田等ではなく掛川裕彦が担当。また、撮影に携わったスタッフは普段青木と会うことのないロンハーの別スタッフだった。
ドッキリとは知らず青木の友人としてゴリけんも出演していたが、出演部分はカットされた。
これを見た本家プロデューサー（当時）の中野伸二は「面白かったです」と評価した上で「番組が真似されるという事は番組がパターン化しているということ」と番組制作について危機感を持っているコメントを、本家HPのWeb上で発表した。
その後、2021年10月26日・11月2日放送には尾形に対し情熱太陸と称して上記と同様のドッキリ企画を敢行。尾形のテレビで映るイメージとは違う姿を暴き出した。
ロンドンブーツVSオリエンタルラジオ
2006年7月4日放送の特別企画。上記記載の田村タクシーにオリエンタルラジオが出演したことから企画が発足。対決見届け人は西川きよし。対決内容として抱っこ対決、200m走、不眠対決がある。
「10周年スペシャル」では「10年間の爆笑シーン」の1位に、この時の200m走での淳の凄まじい鈍足ぶりが選ばれた。
あびる優100kmマラソン
2006年8月29日・9月5日放送。「格付けしあう女たち」でワーストランクに入ることが多いあびるのイメージアップを計るために、淳が100kmマラソンを企画。最初は弱音を漏らし、亮らに叱責されたこともあったが50日間のトレーニングの後、本家24時間テレビと同日に千葉県内で決行。あびるは苦労しつつも走り抜いた。
休憩ではビデオレターを見ることになり、事務所の先輩である和田アキ子と格付けで犬猿の仲だった杉田から叱咤激励のコメントを貰った。和田はあびるの謹慎時に毎日心配の電話をかけており、100kmマラソン経験者である杉田は走る時の心得を力強く語っていた。あびるは涙した後、安心しきったように愛用している熊のぬいぐるみを抱きながら、少しの仮眠を取った。
この直後の格付けしあう女たちではベスト4の好成績を納めたが、しばらくして結局元のワーストランクに下がってしまった。
世界一過酷な絶景大賞
4月17日の3時間スペシャルで放送。PTAワースト1脱却を目指すための企画。アンタッチャブル・国生さゆり&青木・ロンブーが世界各地の絶景を訪れ、ロケ先では山崎・青木・亮に対して人間性を試すドッキリが仕掛けられる。中でも青木・亮に対して行われた「TAKE2ドッキリ（絶景を目にした時のリアクションがカメラの不調で撮影できていなかったと騙し、もう一度リアクションを演技で行うよう要求する）」はその後も当番組でしばしば行われている。
芸人恋愛小説大賞
6月19日放送。当時は劇団ひとり・品川祐（品川庄司）ら芸人の小説がベストセラーとなったことから生まれたドッキリ企画。田中卓志（アンガールズ）・庄司智春（品川庄司）・クロちゃん（安田大サーカス）に恋愛小説の執筆をオファーし、書き上げられた作品をドラマ風のイメージ映像と共に発表。中でも庄司の『花のことば』は発表時にゲストの女性タレントたちが号泣するほどクオリティの高い作品で、ドッキリの枠を飛び越えて『別冊カドカワ』に掲載され単行本としても出版された。
格付け肝試し
8月21日放送。杉田・国生・青田のアダルトチーム。さとう珠緒・古瀬絵理・モナのミドルチーム。森下・インリン・オブ・ジョイトイ・あびるのヤングチーム。そして芸人チームは青木ただ1人で挑み、肝試しを開催。「バブル崩壊と共に経営不振となり閉鎖され、そこの社長が…」となった曰く付きの元健康ランドに仕掛けを施し、肝試しを実行。しかしロケハンに行ったスタッフが金縛りに遭ったり、ADが体調不良に見舞われたり、収録前は快晴だったはずが突然の豪雨により機材が水没したり、出演者を乗せたバスが突然スタックを起こし別のバスで移動するなどの怪奇現象が立て続けに起こった。さらにあびるは祖母がお寺の関係者で生まれつき霊感が強いため、「お仕事でもそういう仕事は受けちゃダメだよ」と忠告されていた。更に芸人チームは青木のみで挑まなくてはならなかったものの拒否したため、急遽淳も参加。しかし淳は青木以上に怖がってしまい、全員からブーイングを受ける始末となった。
肝試し終了後に心拍数を測定し、その数値で怖がり王を決める。最も肝が据わっていたのは格付けで幾度も毒舌を吐くあびるで、逆に最も怖がっていたのは唯一数値が200を超えていた「魔王」こと杉田だった。ちなみに淳は11人中ワースト4位の数値だった。淳と一緒に肝試しをした青木は、肝試しの恐怖よりもビビりまくる淳に対するイライラの方が強かったためか11人中10位の好成績となった。
ヤングチームが肝試しに挑んでいた際、「怖いよぉ…」と囁く女性の声がそのまま流れていた。現場にいたあびるはこの声に気付いていたのだが、仕掛けから出た声だと勘違いしており特に触れておらず、他の2人には全く聞こえていなかった。
青木さやかドッキリ100連発
9月4日放送分での特別企画。青木曰く「ドッキリを仕掛けられるのは、番組側からの最高の愛情」ということなので、最高の愛情(?)を以てして同年8月5日から1ヶ月間、青木が「青木のバカ」とただひたすら嘲られるというドッキリ企画。淳は青木に「100個確認してください」と自由帳を渡し確認させたが8個見落としていた。この企画ではアントニオ猪木のものまねをやる春一番・アントニオ小猪木、更に猪木本人が楽屋に登場し「青木のバカヤロ──────ッ!!!!」と罵声を浴びせた後に「闘魂注入ビンタ」を実行するというのもあったり、『クレヨンしんちゃん』内で野原しんのすけに「青木のバカ〜」と言ってもらったりしていた（実際に放送されていた）。また、ラブホテルやソープランドの店の名が「青木のバカ」というものもあった。街で青木のバカ選挙カーを走らせて、通りすがった素人のおじさんに「なんだあれは!」と怒られてしまうというのもあった。
ロンドンハーツXマス 1億円の印税より女! ホームレス中学生田村 愛の記録100日間SP
12月25日放送。著書「ホームレス中学生」がベストセラーとなった田村に対するドッキリ企画。
同年10月9日に放送された「マジックメール」で、実は密かに騙されていたものの放送ではほとんど触れられなかった田村に対して申し訳なく思った淳が、そのお詫びとして田村の下に次々と4人の美女を送り込み、モテモテの日々を味わってもらおうという「ハッピープロジェクト」を実行。しかし田村が4人の美女を同時に口説いているという情報を聞いた淳は、企画を変更しハッピープロジェクトは田村へのお仕置き企画となった。ドッキリの協力者には叶姉妹、うつみ宮土理、中尾彬など豪華な面々が揃った。
リアル恋愛相談クイーン決定戦
2008年1月29日放送。淳が女性芸能人にプライベートで偽の恋愛相談をする様子を隠し撮りし、的確に相談に乗れているかどうかを検証する。モナ・青木・スザンヌは真剣に相談へ乗る様子が評価されたが、にしおかすみこ・青田はまるで役に立たなかった。また西川史子はテレビでのキャラとはかけ離れたピュアな素顔が明らかになった。
Around35 田村淳恋愛解析
2008年5月13日・9月2日放送。MCとして遠藤章造（ココリコ）がロンハーに初登場。30代半ばにして独身で焦りを感じている淳のため理想の結婚相手はどんな女性かを検証する。第1弾では淳がこれまで好きになった女性芸能人の膨大なリストを公開、淳の常軌を逸した発言にスタジオパネラーが愕然とした。第2弾では女性に求める性格・ファッション・生活習慣などへのこだわりを事細かに発表。放送時間内に収まりきらず前半しか発表できなかったため、後半に2009年1月20日に放送されたが、実に80個以上挙げたがこの他にも100個以上はあるとのこと。終了間際に淳は「結婚したらこだわりなんか関係ないかもしれない」と発言した。その4年後、2013年9月17日の3時間スペシャルで結婚を生報告した。
鳥居みゆき24時
意味不明な言動を繰り返す鳥居の素顔を探るための観察ドッキリ。2008年7月15日放送。第2弾「鳥居みゆき24時〜シーズンII〜」は2008年11月11日放送。
有吉被害者の会/ザキヤマ被害者の会
2011年11月1日放送。タレント進路相談の派生で、熊田曜子や綾部祐二（ピース）に吉村など当番組内で有吉に滅茶苦茶なことを言われ傷付いたというタレントたちによる謝罪要求が行われたが全員が悉く返り討ちに遭い、逆に「不当な謝罪要求をした」として全員でテレ朝の玄関前で土下座する羽目になった。
2012年3月20日には更なる派生企画として「ザキヤマ被害者の会」が放送され、パクりや無茶ぶりなど山崎の被害に遭ってきた芸人たちが山崎に謝罪を要求した。山崎は謝罪自体は行い被害者側の勝訴とはなったが本人は全く反省の意思が無く、竹山に至っては謝罪すら行われず逆に土下座をさせられる羽目になった。
ウラで結婚してましたSP
番組欄などではフェイク企画として「ウラでこんなことやってました 生放送3時間SP」として行われ、冒頭の第10位に淳が自らの結婚を発表。その後、会見スタジオに移し、ランキング形式で結婚についてを発表していった。また、発表にはサプライズ発表の製作総指揮として出川哲朗も同席。
9位ではサプライズプロジェクトの立ち上げの経緯と2人の馴れ初めが、8位ではスタッフが同行した宮古島旅行（相手の顔は薄いモザイク）、7位では出川が淳の自宅を訪問（ここで相手の顔がオープン）、6位では両家のご両親に挨拶をする様子、5位でスタジオに淳の結婚相手が登場した。
淳も関知しない4位以降は、質問と秘蔵写真の公開（4位）、自宅訪問時に書いてもらった婚姻届にサインをする様子（3位）を経て、2位に淳が「最後に伝えた時の顔が見たい」としてスタッフが監禁しておいた亮への報告…となるはずだったが、実はいつも仕掛け人となる淳へスタッフが仕掛けていた逆ドッキリであり、事前に亮へは結婚の報告と妻との面会を済ませた映像が流れた直後に亮が登場。仕事のパートナーとして長年付き添ってきた想いを手紙にして読み上げた。1位では愛の誓いとして妻へ愛の誓いを行い、妻と亮の両方からキスを受けた。
M-2グランプリ
2016年12月4日放送。M-1グランプリ2016優勝者決定後の直生放送。今ではすっかり若手にお任せとなってしまった「体を張る企画」に、普段体を使う機会のない中堅クラスの司会者芸人たちが挑戦するという趣旨の企画。過去のM-1王者である山崎と徳井を含めた7組のリアクション映像を若手芸人(狩野、斎藤司（トレンディエンジェル）、井上、カズレーザー、小宮の5名)が審査し、順位と優勝者を決定する。審査方法はM-1グランプリと同じで1人100点の持ち点、計500点満点。直前にM-1王者となった銀シャリもゲスト出演し、足つぼマッサージを体験している。優勝した劇団ひとりには賞金1000万ルピア（日本円で約8万円）と、副賞として足つぼマッサージが施された。

## ドッキリハーツ
『ドッキリハーツ』（DOKKIRI HEARTS）は、「ロンハー」のスピンオフ特番としてテレビ朝日系列で2013年5月7日の19:00 - 21:48に放送された特別番組である。

### 概要
ターゲットは総勢30人の芸人やアイドル等であり、小さなドッキリから長期間かけた大型ドッキリまで全編ドッキリのみのスペシャル番組。タクシーが前後で真っ二つになり運転席側のみが走り去るドッキリや、各階でありえない人々が乗り込んでくるエレベータードッキリ、ニセ番組でヤラセに加担させられるドッキリ等のVTRに加え、亮がスタジオ収録と並行してドッキリを仕掛けられた。

### 出演者

#### MC
- ロンドンブーツ1号2号（田村淳・田村亮）
- 有吉弘行

#### ゲスト
出典：
- カンニング竹山
- 山崎弘也（アンタッチャブル）
- 児嶋一哉（アンジャッシュ）
- クリス松村
- ワッキー（ペナルティ）
- 吉村崇（平成ノブシコブシ）
- 新垣里沙
- 浜谷健司（ハマカーン）
- バイきんぐ（小峠英二・西村瑞樹）
- 川島明（麒麟）
- TKO（木下隆行・木本武宏）
- 矢口真里
- 小原正子（クワバタオハラ）
- JOY
- 大島麻衣
- ハリセンボン（近藤春菜・箕輪はるか）
- 長州力
- 藤本敏史（FUJIWARA）
- 狩野英孝
- 菊地亜美
- ボブ・サップ
- 蛭子能収
- 蛭子一郎
- 田中卓志（アンガールズ）

## その他の特記事項
- クロスプログラム
  - 2010年4月から、通常編成の場合20時台『たけしの健康エンターテインメント!みんなの家庭の医学』のビートたけしが「『家庭の医学』のあとはこの番組です!」と振ってからこの番組の予告が放送されていた。
  - その後の『報道ステーション』へは、ロンブーの2人が「ロンドンハーツの後は…」と紹介はせず、いきなりその日の注目ニュースの映像素材と字幕を出す程度である（これは金曜に移動後も変わらない）。
  - 金曜に移動した2016年4月から、通常編成の場合20時台『ミュージックステーション』内で15秒の告知を流すようになった。その後は、タモリが「Mステの後は…」とは紹介せず、いきなり告知が流れる（Mステ内で流れる内容とは異なる）[注 14]。また、2018年4月から、『金曜★ロンハー』のクロスプログラムの後に『報道ステーション』の生クロスプログラムを流すようになった。
  - ネオバラ枠に移動した2019年4月からは、通常編成の場合（朝日放送テレビを除く）、『報ステ』終了後にCMを挟んでから、この番組の予告を流すようになった[注 15]。
  - その後に放送される番組は、放送時間の都合上、ローカルセールスの番組のため、ロンブーの2人が「ロンドンハーツの後は…」とは紹介しない。
- スタジオ収録は、通常日曜日の深夜から月曜日の早朝にかけて行われている。レギュラーの有吉は生放送のラジオ番組『SUNDAY NIGHT DREAMER（日曜 20:00 - 21:55)』の後に収録に参加している。
- 2012年6月12日は、当番組直前まで放送された『FIFAワールドカップアジア最終予選 日本×オーストラリア』のエンディング（東京スタジオ）にロンドンブーツ1号2号が出演。キャスターの川平慈英たちとトークをしたあと、ステーションブレイクなしで当番組に接続した。
- 2012年6月26日放送の3時間SPは、同年6月20日の『ナニコレ珍百景SP』から始まった、期間限定平日フライングスタート[注 16]のため、18:53から開始、更に直前番組『スーパーJチャンネル』との接続はSBなしとなった。また同年10月2日放送の3時間SPも、同年9月30日の『大改造!!劇的ビフォーアフター』（SEASON2。朝日放送〈当時〉制作）2時間SPから始まった期間限定フライングスタート[注 17]のために18:53開始・SBなし接続となった。
- 2012年9月21日に「結婚できないMCと嫁いる芸人たち」を特番で放送。当番組はロンハースタッフと朝日放送のスタッフを組んだ共同制作（エンドロールでは上段：テレビ朝日、下段：ABCの表示がされていた）だが、配信元はテレビ朝日である。2012年11月25日と2013年4月9日、7月9日にも「結婚できない司会者と15人の嫁いる芸人たち」として放送された。2013年9月に田村淳が結婚したため、2013年10月の放送からは「ジュニアと田村淳のラブ婚＆ダメ婚」にタイトルが変更された。
- 2012年10月23日放送分は20:53開始とフライングスタートとなり、更に直前放送の『トリハダ（秘）スクープ映像100科ジテン』2時間SPとの接続はSBなしとなった。なお、20:54 - 21:00放送の『世界の街道をゆく』は21:48 - 21:54に繰下げたため、結果的には枠交換した事となった。また2013年4月9日放送分は20:57開始のフライングスタートとなり、直前の「結婚できない〜」からの接続はSBなしと、『世界の街道～』は21:49へ繰下げたが、接続は「結婚できない〜」終了直前の画面右上に「このあと『ロンドンハーツ』」とテロップを出しての演出だった。
- 2013年8月6日放送分は9ヶ月半ぶりのフライングスタート。この日は6分繰り上げ・拡大の20:54 - 21:54に放送（テレビ朝日他一部地域のみ。それ以外の系列局では20:57飛び乗り）。なお、『世界の街道～』は20:51 - 20:54へ繰上げ、接続はSBなしとなったが、正確には20:51 - 20:52に当番組の予告を放送してから、『世界の街道～』→当番組（本編）となる形式だった。
- 2013年10月15日放送分もフライングスタート。この日は8分繰り上げ・拡大の20:52 - 21:54に放送（テレビ朝日他一部地域のみ。それ以外の系列局では20:55飛び乗り）。なお、『世界の街道～』は20:49 - 20:52に放送しSBなしだが、直前番組『中居正広のミになる図書館』拡大SP終了後に30秒の予告を放送してから開始した。
- 2013年12月3日放送分の3時間SPはテレビ朝日開局55周年記念特番「55時間テレビ」としてフライングスタートのため18:53から開始した。
- 2016年2月21日（日曜日）は、『日曜エンタ・ロンドンハーツ日曜SP 輝く!日本ドッキリスター大賞』と題して21:00 - 23:10[注 18]で放送。なお、日曜に放送されたのは『稲妻〜』時代以来15年ぶりで、同時に番組終了前に同年4月より金曜21時枠に移動する事が発表された。
- 2016年12月4日（日曜日）は、『日曜エンタ・ロンドンハーツ M-2グランプリ』と題して21:00 - 23:10[注 19]で放送。
- 2019年6月18日の放送は、同日22時22分ごろに発生した山形県沖を震源とするM6.8の地震と津波注意報が発令した事に伴い、『報道ステーション』の放送時間拡大のため休止となった。なお、当該回に関しての振替放送は同年7月2日になり、その間に発表された先述の謹慎処分のため亮の出演シーンをカットして放送された（7月2日のOPでも『この番組は、6月2日に収録したものです。』と表示された）。

### 評価
日本PTA全国協議会が2011年まで実施していた「子供に見せたくない番組」の調査で毎年上位にランクインされていた（2004 - 2011年まで8年連続で1位。2012年から調査中止）。主な理由として、「モラルや常識を極端に逸脱している」「言葉が乱暴」「内容がバカバカしい」「夢がない」が挙げられている。淳は自身のラジオ番組で同協議会の専務理事と1時間議論を交わし、「PTAの言い分はわかりましたけど、番組のスタイルを変えるつもりはありません」と言及し、年に1回開催される会議への出席も「是非、僕らの姿勢をお話したいと」と乗り気の様子であった。また、フジテレビ系の『知りたがり!』では淳と光浦靖子（オアシズ）は自身の出演番組に対する「子供に見せたくない番組」という評価をありがたく思っているとしている。
上記の調査では、「子供に見せたくない番組がある」と答えた人は全体の30%ほどで、その内の約15%がロンドンハーツを「見せたくない番組」として答えている。淳はランキングが少数派の意見で構成されていることを知ってからは、調査結果があまり気にならなくなったと語っている。
2007年4月17日放送の3時間スペシャルでは「脱PTAワースト1」をスローガンに、レギュラーメンバーが世界各地の絶景を訪れる企画を放送した。だが、この回の視聴率が10.8%と、放送当時からすると芳しくなかったためか、それ以降の内容にあまり変化は見られなかった。前述のように2019年4月に深夜枠に移動してからは、今までよりも攻めた内容となっている。
『週刊文春』の「女が嫌いな女」のアンケートには、毎年この番組の常連出演者が軒並み名を揃えている（misono、青木、杉田、道重さゆみ、にしおか、梨花、熊田など）。

## DVD

### 第1弾
ロンドンハーツVol.1 〜今じゃできない! 伝説のドッキリ!!〜（2010年9月15日）
- DISC-L

ザ・スティンガー 俺の彼女をナンパしてくれ!!
ザ・ブラックメール
- DISC-H

ザ・トライアングル 〜ハマった女は彼女の親友〜
ザ・トライアングル 〜ハマった女は彼女の親友〜 特別編
- 特典映像

クイズ ジャンピングクイズ山崎編
ザキヤマ特選ムダ話集
ロンドンハーツVol.2 〜芸人私生活マル秘スクープDVD〜（2010年9月15日）
- DISC-L

出川哲朗 失恋SP YuKa〜あの時代を忘れない〜
出川哲朗inモスクワ 元カノと密会ドッキリSP
- DISC-H

ザ・ブラックメール 有田哲平編
くりぃむ有田 クルトン合コン
- 特典映像

ドすけべホイホイ 芸人傑作集
ロンドンハーツVol.3 〜50年に1度の勘違い男〜（2010年9月15日）
- DISC-L

マジックメール 狩野英孝編
- DISC-H

50TAドッキリ〜50年に1人の勘違い男ボク芸人やめますSP〜
- 特典映像

格付けしあう女たち 有吉VS10人の女たち!!

### 第2弾
ロンドンハーツVol.4（2011年2月9日）
- DISC-L

被害者の会〜神戸の魔性女 リナ〜
アイドルトラップ 山口もえ編
鳥居みゆき24時
- DISC-H

ザ・トライアングル〜ハマった女は彼女の親友〜
ザ・ブラックメール
- 特典映像

格付けしあう売れっ子たち ブラマヨ吉田初参戦
ロンドンハーツVol.5（2011年2月9日）
- DISC-L

50TA伝説第2章 奇跡のWドッキリ成立
- DISC-H

マジックメール フルポン村上・ゆってぃ編
まだ間に合う!? 有吉先生のタレント進路相談
- 特典映像

伝説企画「やるキッス」&マイケル同窓会
50TA未公開ライブ

### 第3弾
ロンドンハーツVol.6（2013年9月25日）
- DISC-L

この後藤がすごい 達者な芸（秘）大解剖SP
ザキヤマ被害者の会
- DISC-H

まだ間に合う!? 有吉先生のタレント進路相談④
有吉被害者の会
- 特典映像

男芸人スポーツテスト
ロンドンハーツVol.7（2013年9月25日）
- DISC-L

ザ・トライアングル〜ハマった女は彼女の親友〜狩野英孝編
ザ・ブラックメール 初代芸能人ターゲット出川哲朗編
- DISC-H

青木さやか ほぼパリコレドッキリ!!60日間耐えたのよSP
マジックメール ノブコブ吉村編
- 特典映像

オネマゲドン

### 第4弾
ロンドンハーツ50TA×50PA（2021年2月24日）
- DISC-L

50TAに最強ライバルが登場!!50TAvs50PA
50TAvs50PA延長戦
- DISC-H

50PA生配信ファーストライブ完全版
50TA生配信カメラ倉庫ライブ完全版
- 特典映像

ライブオフショット映像集

## スタッフ
- 構成：高須光聖、そーたに、中野俊成、興津豪乃 他
- 協力：スウィッシュ・ジャパン、IMAGICA 他
- 編集：伊藤英二、黒澤雅之
- チーフディレクター：市村進之介（以前はディレクター）
- プロデューサー：小野晋太郎（テレビ朝日）、石水浩、鈴木孝貴
- ゼネラルプロデューサー・ディレクター：小島健嗣（テレビ朝日）
- 演出・エグゼクティブプロデューサー：加地倫三（テレビ朝日、以前はディレクター → CD → 演出・プロデューサー → 演出・GP）
- 制作著作：テレビ朝日

### 過去のスタッフ
- チーフプロデューサー：板橋順二（テレビ朝日、以前はプロデューサー）
- ゼネラルプロデューサー：藤井智久（テレビ朝日、以前はCD → プロデューサー → CP）
- ゼネラルプロデューサー・ディレクター：藤城剛（テレビ朝日）
- プロデューサー・ディレクター：高橋良行（テレビ朝日）
- チーフディレクター：朝倉健
- 構成：伊藤正宏[34]

## ネット局と放送時間
| 放送地域       | 放送局           | 系列           | 放送日時                     | ネット状況    |
| -------------- | ---------------- | -------------- | ---------------------------- | ------------- |
| 関東広域圏     | テレビ朝日       | テレビ朝日系列 | 火曜 23:15 - 23:45           | 制作局        |
| 北海道         | 北海道テレビ     | テレビ朝日系列 | 火曜 23:15 - 23:45           | 同時ネット    |
| 青森県         | 青森朝日放送     | テレビ朝日系列 | 火曜 23:15 - 23:45           | 同時ネット    |
| 岩手県         | 岩手朝日テレビ   | テレビ朝日系列 | 火曜 23:15 - 23:45           | 同時ネット    |
| 宮城県         | 東日本放送       | テレビ朝日系列 | 火曜 23:15 - 23:45           | 同時ネット    |
| 秋田県         | 秋田朝日放送     | テレビ朝日系列 | 火曜 23:15 - 23:45           | 同時ネット    |
| 山形県         | 山形テレビ       | テレビ朝日系列 | 火曜 23:15 - 23:45           | 同時ネット    |
| 福島県         | 福島放送         | テレビ朝日系列 | 火曜 23:15 - 23:45           | 同時ネット    |
| 長野県         | 長野朝日放送     | テレビ朝日系列 | 火曜 23:15 - 23:45           | 同時ネット    |
| 新潟県         | 新潟テレビ21     | テレビ朝日系列 | 火曜 23:15 - 23:45           | 同時ネット    |
| 静岡県         | 静岡朝日テレビ   | テレビ朝日系列 | 火曜 23:15 - 23:45           | 同時ネット    |
| 石川県         | 北陸朝日放送     | テレビ朝日系列 | 火曜 23:15 - 23:45           | 同時ネット    |
| 中京広域圏     | 名古屋テレビ     | テレビ朝日系列 | 火曜 23:15 - 23:45           | 同時ネット    |
| 広島県         | 広島ホームテレビ | テレビ朝日系列 | 火曜 23:15 - 23:45           | 同時ネット    |
| 山口県         | 山口朝日放送     | テレビ朝日系列 | 火曜 23:15 - 23:45           | 同時ネット    |
| 香川県・岡山県 | 瀬戸内海放送     | テレビ朝日系列 | 火曜 23:15 - 23:45           | 同時ネット    |
| 愛媛県         | 愛媛朝日テレビ   | テレビ朝日系列 | 火曜 23:15 - 23:45           | 同時ネット    |
| 福岡県         | 九州朝日放送     | テレビ朝日系列 | 火曜 23:15 - 23:45           | 同時ネット    |
| 長崎県         | 長崎文化放送     | テレビ朝日系列 | 火曜 23:15 - 23:45           | 同時ネット    |
| 熊本県         | 熊本朝日放送     | テレビ朝日系列 | 火曜 23:15 - 23:45           | 同時ネット    |
| 大分県         | 大分朝日放送     | テレビ朝日系列 | 火曜 23:15 - 23:45           | 同時ネット    |
| 鹿児島県       | 鹿児島放送       | テレビ朝日系列 | 火曜 23:15 - 23:45           | 同時ネット    |
| 沖縄県         | 琉球朝日放送     | テレビ朝日系列 | 火曜 23:15 - 23:45           | 同時ネット    |
| 近畿広域圏     | 朝日放送テレビ   | テレビ朝日系列 | 水曜（火曜深夜） 0:30 - 1:02 | 1時間15分遅れ |

- 火曜時代の2011年4月から2015年3月までは、19:00から3時間スペシャル放送時は、19時台がローカルセールス枠であったため、一部ネット局では日によっては自主編成のため、20:00から飛び乗りで放送することがあった。

### 過去の放送局
| 放送地域       | 放送局     | 系列           | 備考                          |
| -------------- | ---------- | -------------- | ----------------------------- |
| 山梨県         | 山梨放送   | 日本テレビ系列 | 『稲妻 - 』時代のみ不定期放送 |
| 富山県         | 富山テレビ | フジテレビ系列 | 2013年3月打ち切り             |
| 宮崎県         | 宮崎放送   | TBS系列        | 2007年3月打ち切り             |
| 鳥取県・島根県 | 山陰放送   | TBS系列        | 2015年3月打ち切り             |

### 日本国外の放送局
- 台湾の緯来日本台でも『男女糾察隊（なんにゅいじょうぢゃてぃえ）』のタイトルで2004年10月から日本語音声のまま繁体中国語字幕付で放送されている（「男と女の更生隊」という意味。2時間以上のスペシャル版を含めほぼ1ヶ月遅れ）。

### 放送時間の変遷
| 期間       | 期間       | 番組名                  | 放送時間（日本時間）          |
| ---------- | ---------- | ----------------------- | ----------------------------- |
| 1999.04.18 | 2001.09.16 | イナズマ!ロンドンハーツ | 日曜日 19:56 - 20:54（58分）  |
| 2001.10.23 | 2016.03.08 | ロンドンハーツ          | 火曜日 21:00 - 21:54（54分）  |
| 2016.04.08 | 2019.03.15 | 金曜★ロンドンハーツ     | 金曜日 21:00 - 21:54（54分）  |
| 2019.04.02 | 2019.09.24 | ロンドンハーツ          | 火曜日 23:20 - 翌0:20（60分） |
| 2019.10.01 | 2022.03    | ロンドンハーツ          | 火曜日 23:15 - 翌0:15（60分） |
| 2022.04    | 現在       | ロンドンハーツ          | 火曜日 23:15 - 23:45（30分）  |